# Richard von Krafft-Ebing
Richard Freiherr von Krafft-Ebing (ur. 14 sierpnia 1840 w Mannheimie, zm. 22 grudnia 1902 w Grazu) – austriacko-niemiecki seksuolog, psychiatra, neurolog i kryminolog. W 1886 roku napisał dzieło Psychopathia Sexualis (1886), słynny zbiór przypadków seksualnych zaburzeń. W książce tej Krafft-Ebing użył jako pierwszy stworzonego przez siebie określenia masochizm, nawiązującego do twórczości Leopolda von Sacher-Masocha, a dokładnie jego częściowo biograficznej powieści Venus im Pelz. Uważany jest za twórcę współczesnej patologii seksualnej.

## Życiorys
Baron von Krafft-Ebing urodził się w Mannheimie i studiował medycynę na Uniwersytecie w Heidelbergu. Po ukończeniu studiów medycznych pracował w kilku szpitalach psychiatrycznych. Był profesorem psychiatrii w Strasburgu, Grazu i Wiedniu. Popularyzował psychiatrię poprzez wykłady otwarte na ten temat i teatralne demonstracje hipnotyzmu.

## Psychopathia sexualis
Wydane w 1886 roku w Stuttgarcie dzieło tego autora. Jest to jego najbardziej znana książka, zawiera obszerne przedstawienie wszelkich dewiacji seksualnych. Pierwotnie adresował ją jako dzieło kryminologiczne dla lekarzy oraz prawników. We wstępie zaznaczył, że celowo wybrał termin naukowy na tytuł, by w ten sposób zniechęcić laików do czytania. Z tego samego powodu działy książki zatytułował po łacinie. Mimo tych zabiegów, książka była bardzo popularna wśród nieprofesjonalistów i doczekała się wielu reedycji.
W pierwszym wydaniu tej książki wyróżnił on cztery typy „nerwic mózgowych”:
- paradoxia: potrzeby seksualne na złym etapie życia, np. w dzieciństwie albo starości
- anesthesia: niedostateczny popęd płciowy
- hyperesthesia: nadmierny popęd płciowy
- paraesthesia: potrzeby seksualne skierowane na nieodpowiedni obiekt, łącznie z homoseksualizmem, fetyszyzmem, sadyzmem, masochizmem, pedofilią itp.

## Prace
- Die Melancholie: Eine klinische Studie (1874)
- Grundzüge der Kriminalpsychologie für Juristen (2. wydanie) (1882)
- Psychopathia Sexualis
- Die progressive allgemeine Paralyse (1894)
- Nervosität und neurasthenische Zustände. (1895)

Tłumaczenia
- An Experimental Study in the Domain of Hypnotism (New York and London, 1889)
- Psychosis Menstrualis (1902)
- Psychopathia Sexualis (Twelfth edition, 1903)
- Text Book of Insanity (1905)